# Scherenkust van Blekinge

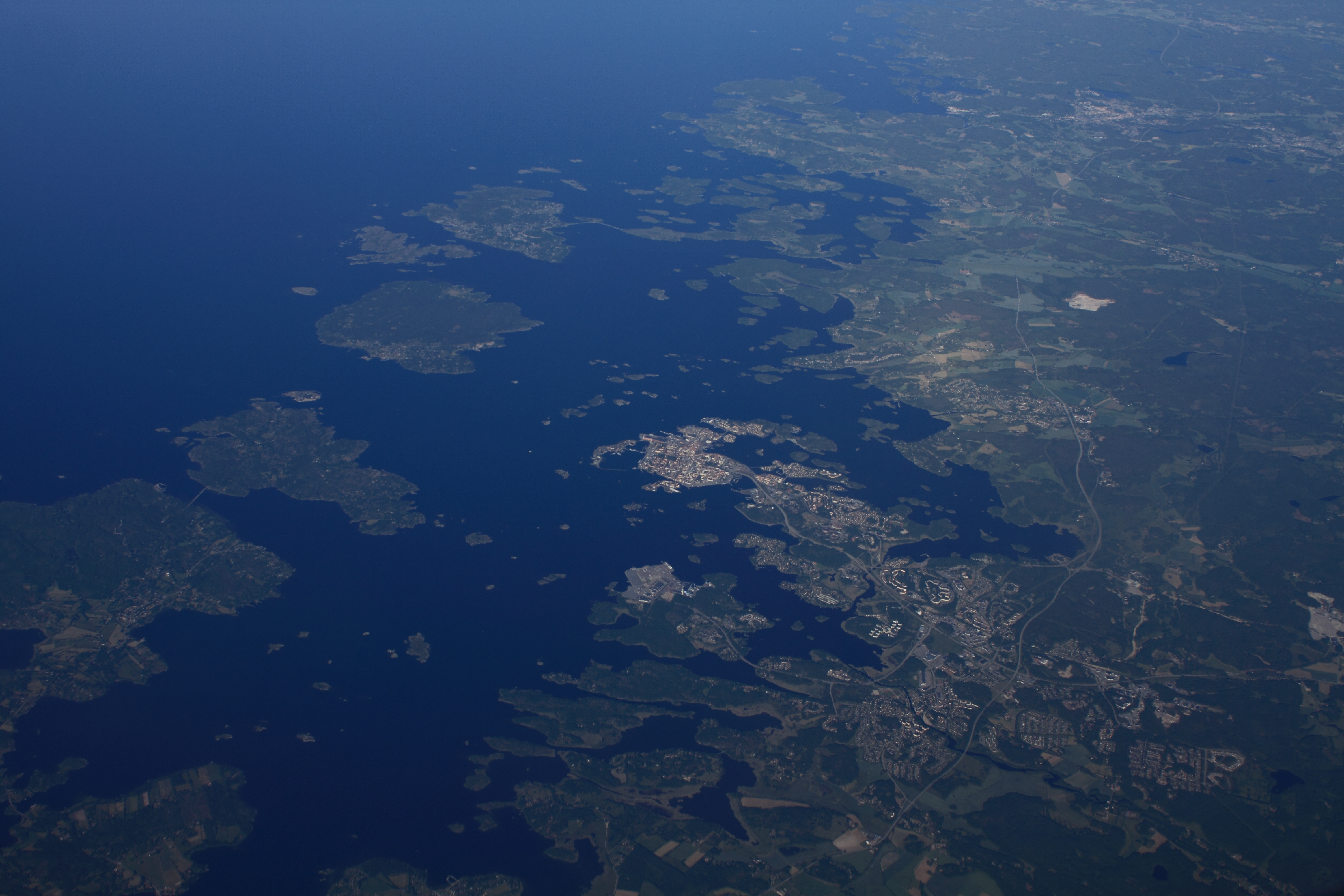
scherenkust van Karlskrona

De scherenkust van Blekinge (Zweeds: Blekinge skärgård) is een archipel met kleine eilanden, zogenoemde scheren, in het Zweedse landschap Blekinge. De archipel strekt zich uit langs grote delen van de kust van Blekinge. Het oostelijk deel van dit gebied wordt gevormd door de scherenkust van Karlskrona, waarin onder andere de eilanden Sturkö en Hässlö liggen. Ook in de buurt van Ronneby liggen een aantal kleine eilanden en in het gebied ten oosten van Karlshamn ligt de scherenkust van Hällaryd. Ook liggen er nog enkele eilanden ten oosten van het schiereiland Listerlandet. Deze eilanden liggen min of meer recht ten zuiden van de stad Karlshamn. 